# Polyrhachis wagneri
Polyrhachis wagneri é uma espécie de formiga do gênero Polyrhachis, pertencente à subfamília Formicinae.